# UNO Shopping
UNO Shopping ist der Name eines 1990 eröffneten Einkaufszentrums in der oberösterreichischen Stadt Leonding. Mit einer Verkaufsfläche von 32.000 m² war es 2008 das achtgrößte Einkaufszentrum Österreichs. Das UNO Shopping wurde Ende 2016 geschlossen, im Herbst 2017 aber wiedereröffnet.
Die Lage des Einkaufszentrums ist durch die unmittelbare Nähe zur Plus City, dem größten Einkaufszentrum Oberösterreichs, gekennzeichnet. Beide befinden sich an der von zahlreichen weiteren Großhandelsgeschäften und Fachmarktzentren gesäumten südwestlichen Linzer Ausfallstraße, der Kremstal Straße (B 139) und sind mit den Linien 3 und 4 der Straßenbahn Linz zu erreichen.
Derzeit befinden sich im UNO-Shopping der Trampolinpark Jump Dome und eine Kartbahn. Im Nebengebäude befindet sich das Fitnesscenter HappyFit.

## Geschichte
Das UNO Shopping wurde am 16. Oktober 1990 in Leonding eröffnet – ein Jahr nach der nur wenige Hundert Meter weiter im Gemeindegebiet von Pasching gelegenen Plus City, mit der es sich in einem andauernden Konkurrenzkampf befand. Dieser Konkurrenzkampf führte ab 1996 beim geplanten Ausbau des Einkaufszentrums im Linzer Wohn- und Gewerbekomplex Lentia 2000 zu einer Art Stellvertreterkrieg.

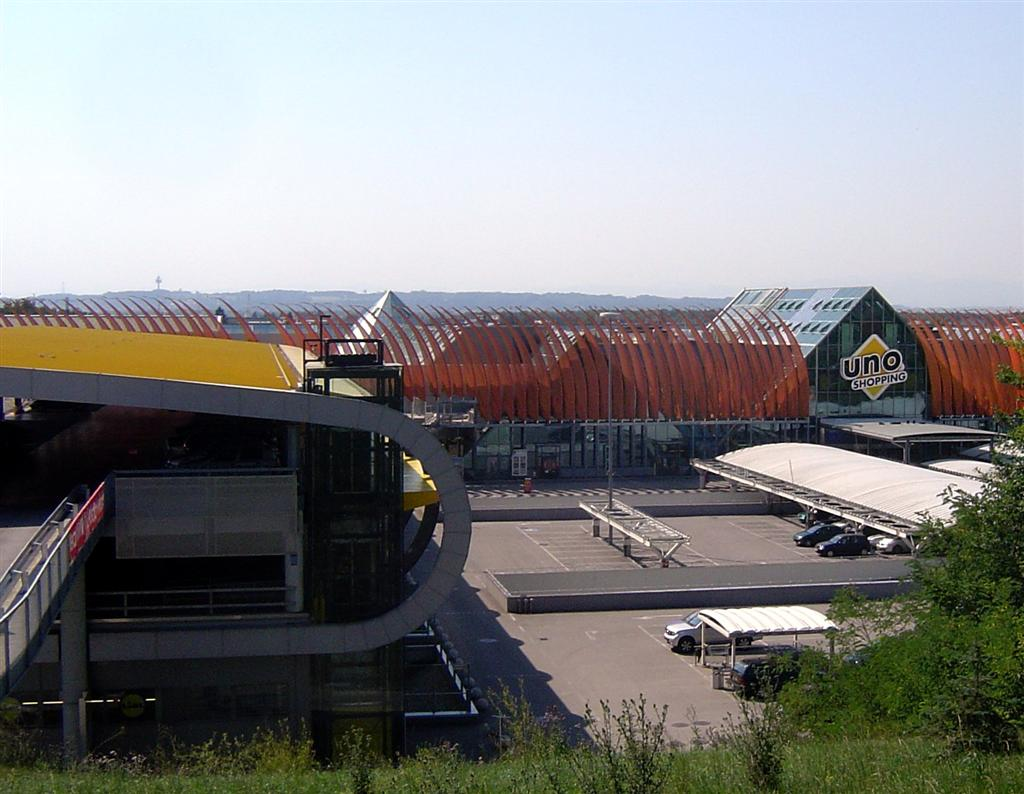
Das UNO Shopping, links eines der Parkhäuser, rechts der Haupteingang hinter den überdachten Freiparkplätzen.

 Als das dortige Einkaufszentrum vom Besitzer der Plus City gekauft wurde, kaufte sich der Uno Shopping-Besitzer eine Wohnung im Lentia 2000 und stimmte bei den folgenden Abstimmungen über einen Ausbau des Einkaufszentrums, was von den Bewohnern einstimmig befürwortet werden muss, als Einziger dagegen. Es kam zu mehreren Gerichtsprozessen in diesem Fall, in denen schließlich der Besitzer des UNO Shopping schuldig gesprochen wurde, den Ausbau des Einkaufszentrums seines Konkurrenten zu stören, wofür er schließlich Schadenersatz leisten musste.
Das UNO Shopping selbst hatte nach den Ausbauten in den Jahren 2005 und 2006 eine Gesamtfläche von 44000 m² und einen Jahresumsatz von 145 Millionen Euro, womit es jedoch nach wie vor deutlich hinter der Plus City liegt. In den zwei Ausbau-Etappen wurde vor allem in die Infrastruktur investiert. Das entstandene Parkhaus und ein neues Parkdeck entschärften die zuvor oft angespannte Parkplatz-Situation und verkürzten die Zugangswege für Kunden.
2008 übernahm die Bank Austria-Tochter Real Invest das Einkaufszentrum von der Gründerfamilie Handlbauer.
Seit 2009/2010 verließen sukzessive Mieter das UNO Shopping. Per Ende August 2012 zogen mit Interspar und Hervis zwei weitere große Mieter aus, Ende August 2014 zog Media-Markt in die Plus City um, somit stand das Einkaufszentrum bis auf eine Apotheke und eine Trafik leer. Ab Dezember 2016 stand das Einkaufszentrum komplett leer. Neben über 90 Handelsunternehmen befand sich im UNO Shopping auch eine Vielzahl an Gastronomie- und Unterhaltungsbetrieben sowie ein 570 m² großes Kinderland. Das UNO Shopping bot rund 750 Mitarbeitern Arbeit.
Nach Errichtung einer neuen Umfahrung liegt UNO Shopping an einem Individualverkehrsknotenpunkt, der täglich bis zu 20.000 Fahrzeuge fasst. Die Straßenbahnlinien 3 und 4 führen seit Februar 2016 vom Linzer Bahnhof am UNO Shopping vorbei.
Die Mühlviertler Immobilienentwickler Josef Hofer, Hubert Wagner und Joachim Pawelka haben 2017 das Center erworben.
Am 19. September 2017 wurde das UNO Shopping auf 19.000 m² mit zwei Outlet-Stores Bilgro und 7 Fashion Pop-Up wiedereröffnet. Beide sperrten allerdings wieder zu. Ende 2017 eröffnete der 5000 Quadratmeter große Shop Allinn7, der im Februar 2018 wieder zusperrte.
Im Herbst 2020 entstand unter der Regie von Umut Dağ die ZDF/ORF-Serie Am Anschlag – Die Macht der Kränkung im Einkaufszentrum.
2021 erwarb die Wohnungsgesellschaft WAG das Areal.